# 馬朗墳場
馬朗墳場是位於新加坡直落布蘭雅花柏山山腳的一處歷史悠久的回教墓地。該墓地可追溯至19世紀，是昔日座落於直落布蘭雅的馬朗村（英語：Marang Village）拆遷後所遺留的遺跡之一。墓地毗鄰港灣地鐵站。

## 歷史

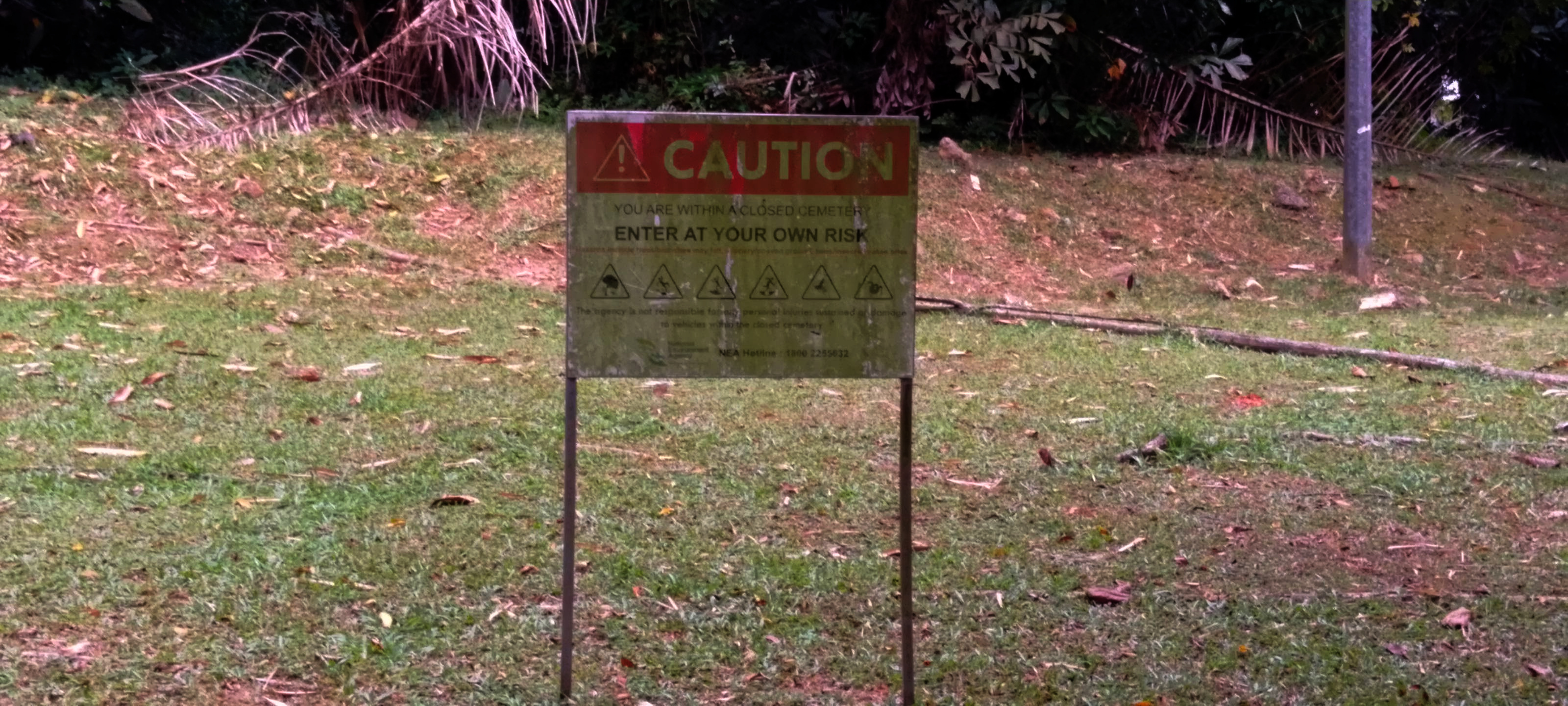
新加坡土地管理局在墓地外豎立的告示牌，表明該地為墳場用地。

馬朗墳場原屬於馬朗村的一部分，該村是一個位於直落布蘭雅的舊馬來村莊。根據《海峽時報》報導，墓地與村莊皆以一位名為阿末·奧馬（Ahmad Omar）的馬來商人命名，他被尊稱為「馬朗」。隨著時間推移，村莊被逐步清拆，而墓地則被遺留下來，最終荒廢。

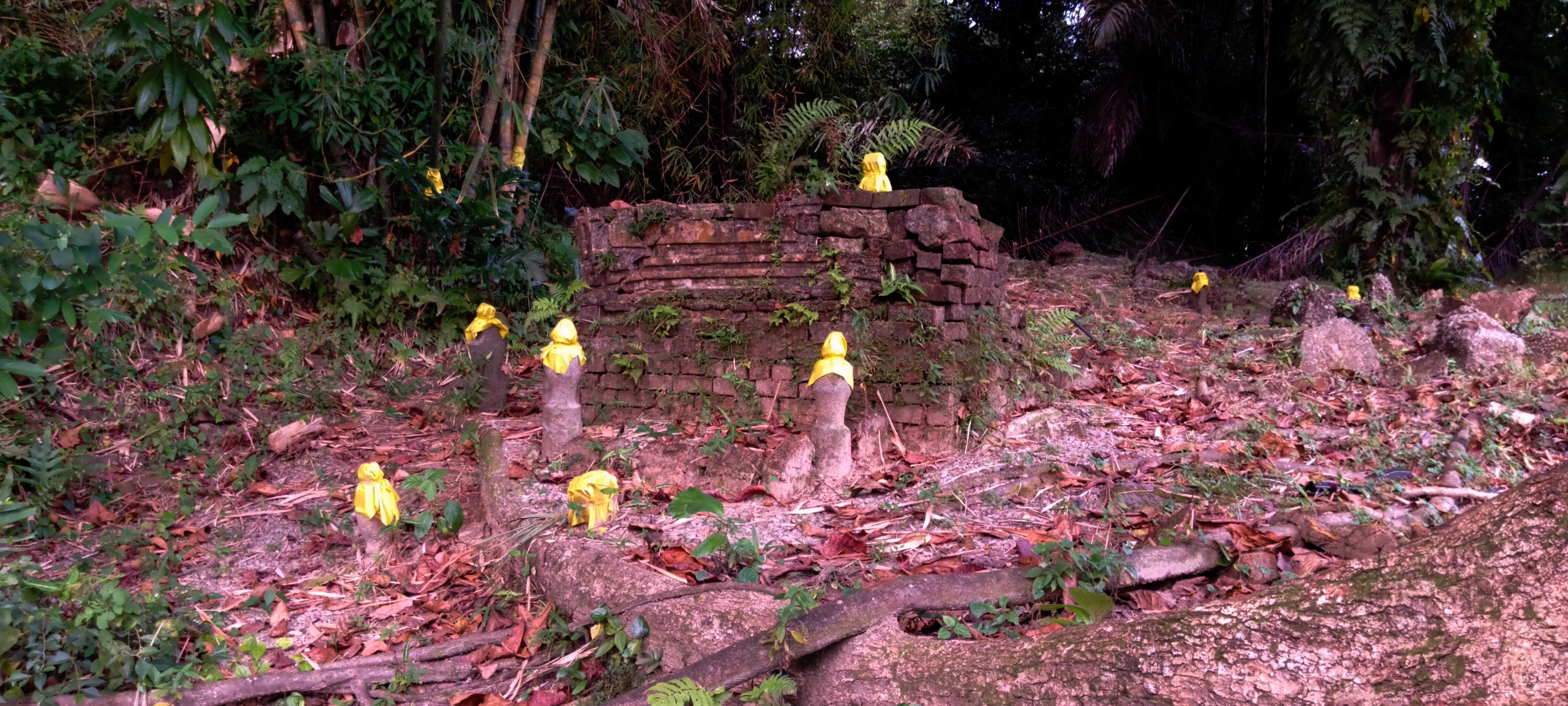
部分靠近入口處的墳墓，其墓碑上包覆著黃色布料。

這些墳墓於2008年由本地馬來研究員沙拉菲安·沙烈（Sarafian Salleh）意外重新發現。他將此事通報給前村民拉菲亞·莫哈末·達希爾（Rafeah Mohammed Tahir），後者提供了關於該墓地及其原本相鄰村落的歷史資料。

## 安葬於此

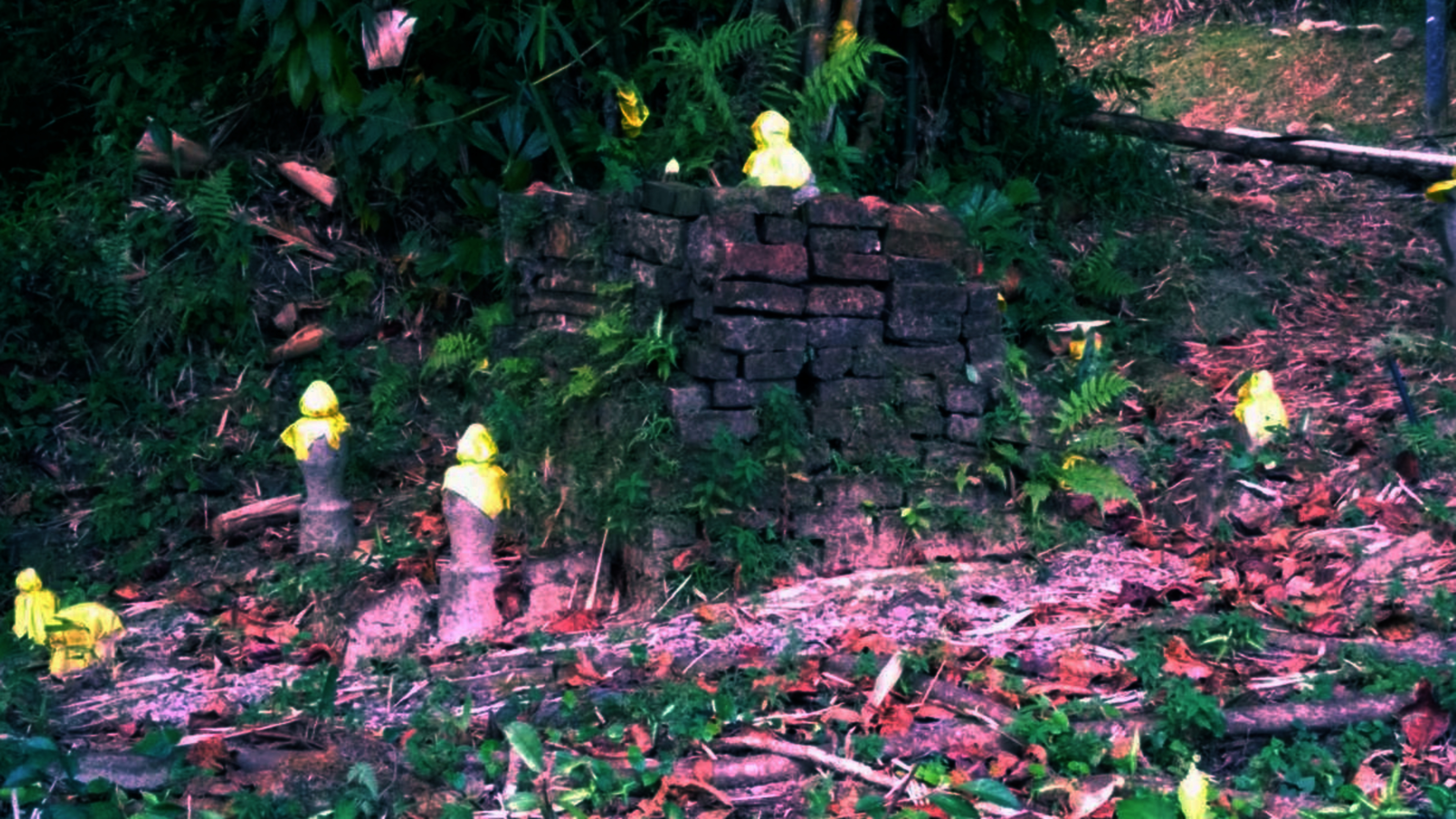
馬朗墳場內的阿都哈林·賓·卡多（Abdul Halim bin Karto）之墓

馬朗墳場內共至少有200座墳墓。

### 著名長眠者
- 哈芝奧瑪（Haji Omar，卒於1866年）：甘榜馬朗（馬來語：、直译：馬朗村）的重要族長[1][2][5]。
- 哈芝阿末（Haji Ahmad，卒於1920年）：哈芝奧瑪之子，亦以「馬朗」之名廣為人知，因其來自馬來西亞登嘉樓州馬朗地區[1][2][5]。
- 阿都哈林·賓·卡多（Abdul Halim bin Karto，卒於1943年）：曾任卡迪及太平紳士[1][2]。